# София Великобританская
Софи́я Мати́льда Великобрита́нская (англ. Sophia Matilda of the United Kingdom; 2 ноября 1777, Букингемский дворец, Лондон, Великобритания — 28 мая 1848, Кенсингтонский дворец, Лондон, Великобритания) — двенадцатый ребёнок и пятая дочь короля Великобритании и Ирландии Георга III и Шарлотты Мекленбург-Стрелицкой. Всю жизнь София прожила при британском дворе, никогда не выходила замуж, но в обществе было распространено мнение, что она родила ребёнка от Томаса Гарта, шталмейстера короля или же от своего брата, герцога Камберлендского.

## Ранняя жизнь
София Матильда родилась 2 ноября 1777 года в Букингемском дворце, Лондон. Она стала двенадцатым ребёнком и пятой дочерью в семье короля Великобритании и Ирландии Георга III, сына Фредерика принца Уэльского от Августы Саксен-Готской, и Шарлотты, принцессы Мекленбург-Стрелицой, дочери герцога Карла Мекленбург-Стрелицкого от Елизаветы Альбертины Саксен-Гильдбурггаузенской. Была крещена 1 декабря 1777 года в часовне Сент-Джеймсского дворца архиепископом Кентерберийским Фредериком Корнуоллисом. Крёстные принцессы: принц Август Саксен-Гота-Альтенбургский, герцогиня Филиппина Шарлотта Брауншвейг-Вольфенбюттельская и герцогиня Луиза Фредерика Мекленбург-Шверинская. На самой церемонии никто из них не присутствовал лично, но они были представлены доверенными лицами.
Король Георг III обеспечил своим детям годовое содержание в размере 6000 фунтов стерлингов. Королевская семья жила по очень жестким правилам, даже когда они находились в неформальной обстановке. Например, когда король входил в комнату, его дочери должны были встать молча, им нельзя было начинать разговор или уходить из комнаты без разрешения отца. Своих дочерей королева Шарлотта пыталась научить быть экономными в быту, она не разрешала им носить дорогую одежду, принцессы питались обычной едой.
София, как и все отпрыски короля получала домашнее образование. Леди Шарлотта Финч служила гувернанткой королевских детей, включая и Софию. Дочери, под руководством специально нанятых преподавателей, отобранных её матерью и леди Финч, изучали английский язык, французский язык, музыку, искусство, географию. Софии и её сестрам было разрешено заниматься спортом и играть в подвижные игры вместе с братьями. Первое официальное появление принцессы в обществе состоялось 26 мая 1784 года в Вестминстерском аббатстве, где она сопровождала родителей, старших братьев и сестёр во время поминовения Георга Фридриха Генделя в ознаменование 25 годовщины смерти композитора.
Король предпочитал больше общаться с дочерьми нежели с сыновьями. Он всегда, когда это было возможно, посещал дни рождения Софии и другие праздники, его постоянно информировали об успехах дочерей в учёбе. Один из друзей короля заметил однажды: «Я никогда не видел более прекрасных детей и более прекрасного зрелища, чем любовь короля к ним». С другой стороны, королевский историк Пурду пишет, что «королева Шарлотта не была милостива к своим детям».

## Юность
Начиная с 1792 года София вместе с сестрой Марией стали чаще появляться на семейных торжествах. 4 июня 1792 года сестрам было разрешено присутствовать на обеде в честь дня рождения короля. Согласно биографу Кристоферу Хибберту, в молодости София была «восхитительной, но угрюмой девушкой, прекрасной, нежной и страстной.» Об отношении отца принцесса София писала: «Дорогой король всецело добр ко мне, и я не могу выразить как благодарна ему за это чувство.» Король Георг говорил своим дочерям, что возьмет их в Ганновер и найдет им достойных мужей. В своих дневниках Георг III писал: «Я не могу отрицать того, что я был бы крайне огорчен, если бы мои дочери вышли замуж. Мне нравится их общество и я не хочу разделять его с кем-то.» В 1788 году Софии исполнилось одиннадцать лет. В этот же год у короля случился первый приступ безумия. В своем дневнике София написала по этому поводу: «Он относится ко мне со всей любовью и добротой, но иногда, если вы, конечно, можете меня понять, мне становиться тревожно рядом с ним.» Дальнейшие приступы безумия только усугубили вопрос о браке Софии. Королева Шарлотта не хотела выдавать дочерей замуж, оставаясь одна рядом со своим больным мужем. София так и не вышла замуж, будучи компаньонкой своей матери.
Принцессам не разрешалось общаться ни с кем за пределами королевского двора, особенно их уберегали от контактов с мужчинами, кроме прислуги. Девушки часто жаловались матери, что их жизнь похожа на затворническую. Королева, в качестве развлечения предлагала девушкам чтение или занятие вышивкой. София записала в дневнике об этих развлечениях: «Скучные… Я бы хотела себе кенгуру».
Из всех дочерей короля и королевы, молодой смогла выйти замуж только старшая Шарлотта, остальным королева приказала держаться подальше от мужского внимания. Большинство сестер хотели иметь собственные семьи и жить за пределами Великобритании. Близким другом Софии и её сестер был их старший брат принц Уэльский, к которому принцессы не раз обращались для того, чтобы он убедил королеву Шарлотту выдать их замуж. В 1811 году он стал регентом королевства при больном отце. Своим сестрам он значительно увеличил годовое содержание. Теперь они получали в год по 13000 фунтов стерлингов. Принц Уэльский поддерживал желание сестер выходить в общество. Королева Шарлотта поначалу пыталась препятствовать этому, но со временем смирилась с желанием сына и дочерей.

### Незаконнорождённый ребёнок
При жизни Софии не раз ходили слухи о её кровосмесительных отношениях со старшим братом Эрнстом Августом, герцогом Камберлендским, который позже стал королём Ганновера. Принц-регент якобы говорил своим сестрам, чтобы они для развлечения больше общались с остальными братьями, особенно с герцогом Камберлендским, который был крайне не популярен в Великобритании. До сих пор не ясно, была ли связь между братом и сестрой, или же это были слухи, которые распространяли политические враги герцога.
София вместе с сестрами, не имея возможности общаться с мужчинами из высшего света, стала больше времени проводить с придворными и конюхами. У неё завязался роман с шталмейстером короля генерал-майором Томасом Гартом, который к тому же был на 33 года старше Софии. У него на лице была большая фиолетовая родинка, в результате чего сестра Софии Мария называла его «фиолетовый свет любви». Придворный мемуарист Карл Гревиль назвал его «отвратительным старым чертом». Одна из фрейлин принцессы отмечала, что «София была настолько влюблена в Томаса, что это могли видеть все. Она не могла сдерживать себя в его присутствии» . Гренвиль писал о принцессах: «Девушки влюбляются в кого угодно и это имеет для них намного большее значение чем достижения ума или тела… принцессы были отдалены от всего мира, имея контакт лишь с несколькими людьми, они готовы упасть в руки первого встречного, которого им подарит судьба.»
Слухи о внезапной беременности Софии быстро распространились. Некоторые историки утверждают, что София к 1800 году родила внебрачного ребёнка от офицера Томаса Гарта. Историки пишут, что крестил ребёнка сам отец Томас Гарт. Как и отец, ребёнок был воспитан в Уэймуте. Мать иногда навещала ребёнка. Историк и писатель Флора Фрейзер считает, что у Софии был ребёнок, но родила она его от своего брата герцога Камберлендского. Также, некоторые исследователи утверждают, что ребёнок в 1828 году пытался шантажировать королевскую семью документами, которые ему передал отец и которые подтверждают материнство Софии. Из этой попытки ничего не вышло.
Писатель Энтони Кемп убеждён, что принцесса София имела ребёнка и в своей книге «Royal Mistresses and Bastards: Fact and Fiction 1714—1936» предоставляет подробный отчёт о имеющихся данных. Автор книги «Royal Babylon: the Alarming History of European Royalty» Карл Шоу считает, что София была изнасилована своим братом и родила от него ребёнка. Историк Джиллиан Гилл пишет, что София родила ребёнка и это стало причиной почему она так и не вышла замуж. Элисон Вейр и другие писатели в своих книгах утверждают, что между Софией и Томасом Гартом был заключен тайный брак в год рождения ребёнка, но нет никаких доказательств данной теории, кроме наличия обручального кольца на портрете пожилой Софии.

## Последующая жизнь
София была любимой тётей принцессы Шарлотты Уэльской, наследницы британского престола. Она любила тётю за её мягкий характер. Шарлотта не имела расположения к остальным сёстрам отца, в своем дневнике она написала: «Я с трудом верю, что София является их сестрой — они совершенно разные в мыслях, мнениях и вопросах. Благородство и ум делают её желанной в моём обществе…» В 1818 году королева Шарлотта умерла. Сёстры получили свободу, но для выбора супруга и свадьбы было уже поздно. Софии на тот момент исполнился 41 год. От своей матери она унаследовала королевскую Лоджу в Большом Виндзорском парке, которую она передала своему брату, принцу-регенту. После смерти сестры Августы София получила от неё в наследство Кларенс-хаус и Фрогмор-хаус.
После смерти матери София проживала в Кенсингтонском дворце вместе с герцогиней Кентской и её дочерью Викторией (будущей королевой и императрицей). София была одной из немногих родственников принцессы Виктории, с которыми та могла часто видеться. Как и герцогиня Кентская, принцесса София попала под влияние сэра Джона Конроя, который стал руководить её финансами. София стала близкой подругой герцогини и в то же время стала шпионить для Конроя, когда тот отсутствовал в Кенсингтонском дворце. Она рассказывала ему всё, что могла услышать, когда находилась на приёмах в Сент-Джеймском дворце, где она имела привилегированный доступ общения со старшими братьями.
Софии нравилось есть в присутствии прислуги, что не устраивало герцогиню Кентскую. Принцесса Виктория была в курсе, что тётя София шпионит для Конроя, хороших отношений между тётей и племянницей не вышло. Деньги Софии позволили Конрою приобрести дом в Кенсингтоне за 4000 фунтов стерлингов, а также ещё два дома общей стоимостью в 18 000 фунтов. По указаниям Софии, её брат Георг IV присвоил гувернантке принцессы Виктории Луизе Лецен титул баронессы, а сэру Джону Конрою — звание рыцаря-командора.

### Смерть
Последние десять лет своей жизни София была практически слепой. Утром 27 мая 1848 года она заболела. В этот день её навещали сестра Мария, вдовствующая королева Аделаида и муж королевы принц-консорт Альберт. Она скончалась вечером того же дня в 18:30 в присутствии сестры Марии, герцогини Кентской и герцогини Кембриджской.
Похоронили Софию на кладбище Кенсал-Грин, где она хотела покоиться рядом с братом Августом Фредериком, герцогом Сассекским. После её смерти было обнаружено, что Конрой растратил все её имущество, она умерла практически нищей. Карл Гренвилл записал в своём дневнике от 31 мая 1848 года: «Принцесса София умерла несколько дней назад, когда королева Виктория ещё праздновала свой день рождения. Она была слепой, беспомощной, приняв мученическую смерть. Она была очень умной, хорошо образованной женщиной, но никогда не жившей в этом мире.»